# Schifffahrtmedizinisches Institut der Marine
Das Schifffahrtmedizinische Institut der Marine in  Kronshagen ist die zentrale fachliche Einrichtung für alle Sanitätsoffiziere der Deutschen Marine. Neben der schifffahrtmedizinischen Kompetenz für die Flotte werden in der Tauchmedizin auch Leistungen für die gesamte Bundeswehr erbracht. Das Institut soll 2023 einen Neubau auf dem Gelände des Bundeswehrkrankenhauses Hamburg beziehen.

## Geschichte
Das Schifffahrtmedizinische Institut der Marine wurde am 2. Januar 1961 unter der damaligen Bezeichnung Uboots- und Taucherphysiologisches Institut der Marine (UTPIM) mit Sitz im Sanitätsbereich der Technischen Marineschule Kiel (TMS I) gegründet. Ihren heutigen Namen trägt die Dienststelle seit dem 1. Mai 1965. Die Dienststelle ist seit August 1961 auf dem Gelände des ehemaligen Marinelazaretts untergebracht. Mit der Transformation der Bundeswehr und der damit einhergehenden Umstrukturierung des Sanitätsdienstes der Marine ging die truppendienstliche Führung erneut auf den Amtschef des Marineamts über.
Seit 1. Oktober 2012 untersteht es dem Abteilungsleiter Marinesanität und Admiralarzt der Marine im Marinekommando in Rostock.

## Aufgaben
Das Leistungsspektrum umfasst heute die Tauch- und Überdruckmedizin und die gesamte maritime Medizin. Dazu zählen die Arbeitsmedizin und Umweltmedizin an Bord, die Schifffahrtsmedizin, die maritime medizinische Ergonomie und die Marinepsychologie.
Das Institut verfügt über eine der modernsten Druckkammeranlagen Europas. Am Institut wird die Schiffsarzt- und Taucherarztausbildung für alle Teilstreitkräfte der Bundeswehr durchgeführt. Für die absolvierte Schiffsarztausbildung erhalten die Teilnehmer das Zertifikat Maritime Medizin, das seit 6. Juni 2001 Voraussetzung für den Einsatz als Schiffsarzt in der Deutschen Marine ist, aber auch allen Nicht-Bundeswehrangehörigen offensteht. Die wissenschaftliche Arbeit auf den Gebieten der Schifffahrt-, Tauch- und Überdruckmedizin, der Arbeitsmedizin, der Ergonomie, der Leistungs- und Ernährungsphysiologie an Bord und der maritimen Psychologie erfolgt in enger Kooperation mit den Universitäten Kiel und Lübeck. Ferner führt das Institut Untersuchungen, Begutachtungen, Behandlungen und Eignungsfeststellungen durch.

## Gliederung
Das Institut gliedert sich in:
- Abteilung I: Maritime Medizin
- Abteilung II: Tauch- und Überdruckmedizin
- Abteilung III: Forschung
- Ausbildungszentrum Marinesanitätsdienst
- Beauftragter für den Taucherdienst (BeaTD)

## Kommandeure
| Nr. | Dienstgrad  | Name             | Beginn             | Ende               |
| --- | ----------- | ---------------- | ------------------ | ------------------ |
| 1   | Flottenarzt | Armin Wandel     | 1962               | 1973               |
| 2   | Flottenarzt | Klaus Seemann    | 1973               | 1985               |
| 3   | Flottenarzt | Joachim Pröhl    | 1985               | 1989               |
| 4   | Flottenarzt | Bodo Greiner     | 1989               | 14. Januar 2004    |
| 5   | Flottenarzt | Rainer Pinnow    | 14. Januar 2004    | 19. September 2006 |
| 6   | Flottenarzt | Stefan Neidhardt | 19. September 2006 | 3. Juni 2019       |
| 7   | Flottenarzt | Dirk Möllmann    | 3. Juni 2019       | Oktober 2021       |
| 8   | Flottenarzt | Wiebke Franck    | Oktober 2021       | Juli 2023          |
| 9   | Flottenarzt | Karsten Wegner   | Juli 2023          |                    |